# Astrauskas
Astrauskas ist ein litauischer männlicher Familienname, abgeleitet von astra (dt. Astern).

## Namensträger
- Algirdas Astrauskas (* 1960), Ökonom und Politiker, Vizeinnenminister
- Paulius Astrauskas (* 1987),  Agrarpolitiker, Vizeminister
- Rimantas Astrauskas (* 1955),  Politiker, Seimas-Mitglied
- Vytautas Astrauskas (Mediziner) (1927–2004), litauischer Rheumatologe und Politiker, Mitglied der Seimas von Litauen
- Vytautas Astrauskas (Politiker, 1930) (1930–2017), litauischer Politiker, Mitglied des Obersten Sowjets von Sowjetlitauen